# Maarten Almekinders
Maarten Almekinders (2 september 1964) is een Nederlandse scenarioschrijver. Van 1991 tot 2000 werkte hij mee aan de scripts van Goede tijden, slechte tijden, Onderweg naar Morgen en Goudkust. Bij de NCRV werkte Almekinders enkele jaren als dramaturg aan onder andere de dramaserie Hartslag en de telefilm Bluebird. In 2006 was hij eindredacteur script bij de serie Lotte, een remake van de Colombiaanse Telenovela Betty La Fea, uitgezonden op Talpa. In 2012-2013 schreef hij scenario's voor de scripted reality serie Achter Gesloten Deuren, met Arnout Vallenduuk en Sander Offenberg, uitgezonden op Net5. Samen met showrunner Ian Ginn ontwikkelde hij vanaf 2013 de dramaserie Keizersvrouwen. voor AVROTROS, die vanaf november 2019 werd uitgezonden op NPO 3.
Om de contacten tussen scenarioschrijvers, regisseurs en producenten te verbeteren, richtte Almekinders in 2014 het platform Scriptbank op.

## Opleiding
- Radboud Universiteit Nijmegen (1982-1989)
- Maurits Binger Film Institute (2000-2001)
- Arista Script Development (2001)
- Media Academie (2002)
- Media Academie (2009)

## Werk
- Filmfestival Rotterdam (1991-1993)
- Doctor Proctor Scripts (1991-1998)
- Scriptstudio (1998-2000)
- NCRV (2001-2006)
- Blue Circle (2006)
- Media Academie (2007-2009)
- Scriptdesk (2007-heden)